# 2K Sports
2K Sports is een Amerikaans computerspeluitgever gevestigd in Novato, Californië. Het bedrijf werd in 2005 opgericht door . 2K Sports is belast met het uitgeven van de sportspellen van andere dochterbedrijven van Take-Two alsmede enkele derde partijen. 2K Sports heeft Visual Concepts als eigen ontwikkelstudio, bekend van onder andere de WWE 2K en NBA 2K-serie.

## Ontwikkelstudio's
Huidig
- Visual Concepts

Voormalig
- Indie Built (gesloten in 2006)
- Kush Games (gesloten in 2008)
- PAM Development (gesloten in 2008)
- Venom Games (gesloten in 2008)